# 座法
座法（ざほう、坐法）とは、人が床、敷物、地面の上に直接座る際の形、方法、足の組み方である。
日本では正座、胡坐（あぐら）などの座り方が現代でも行われている。

## 座法の種類

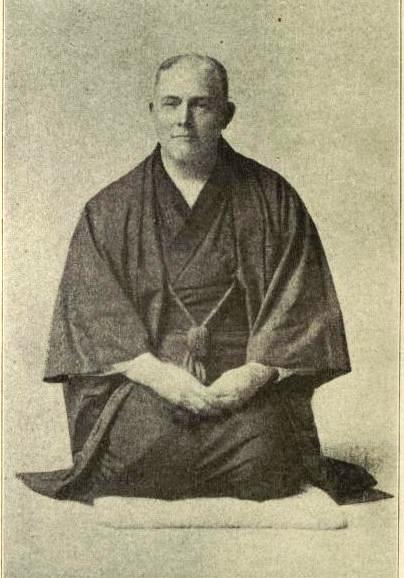
正座

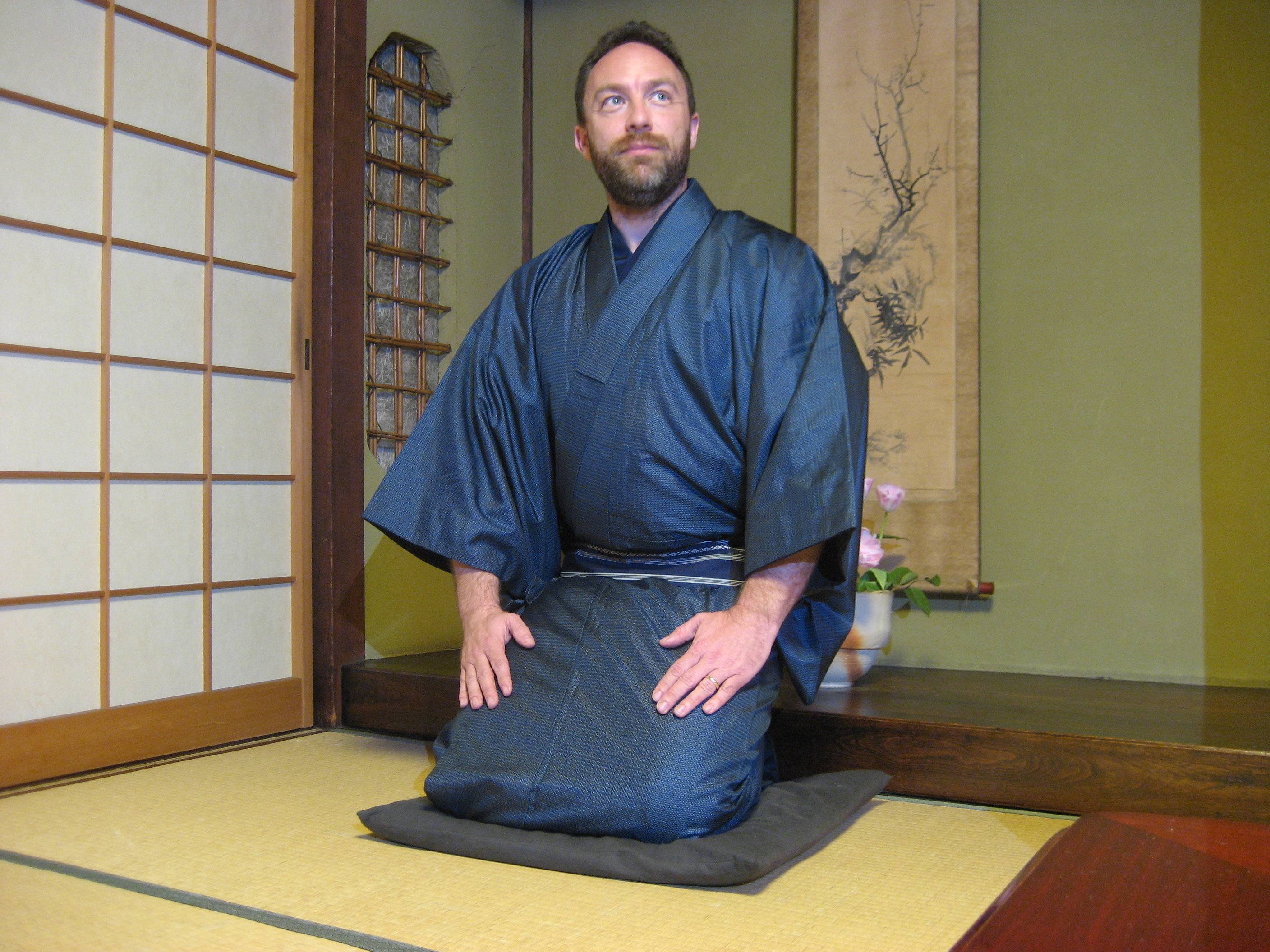
跪座

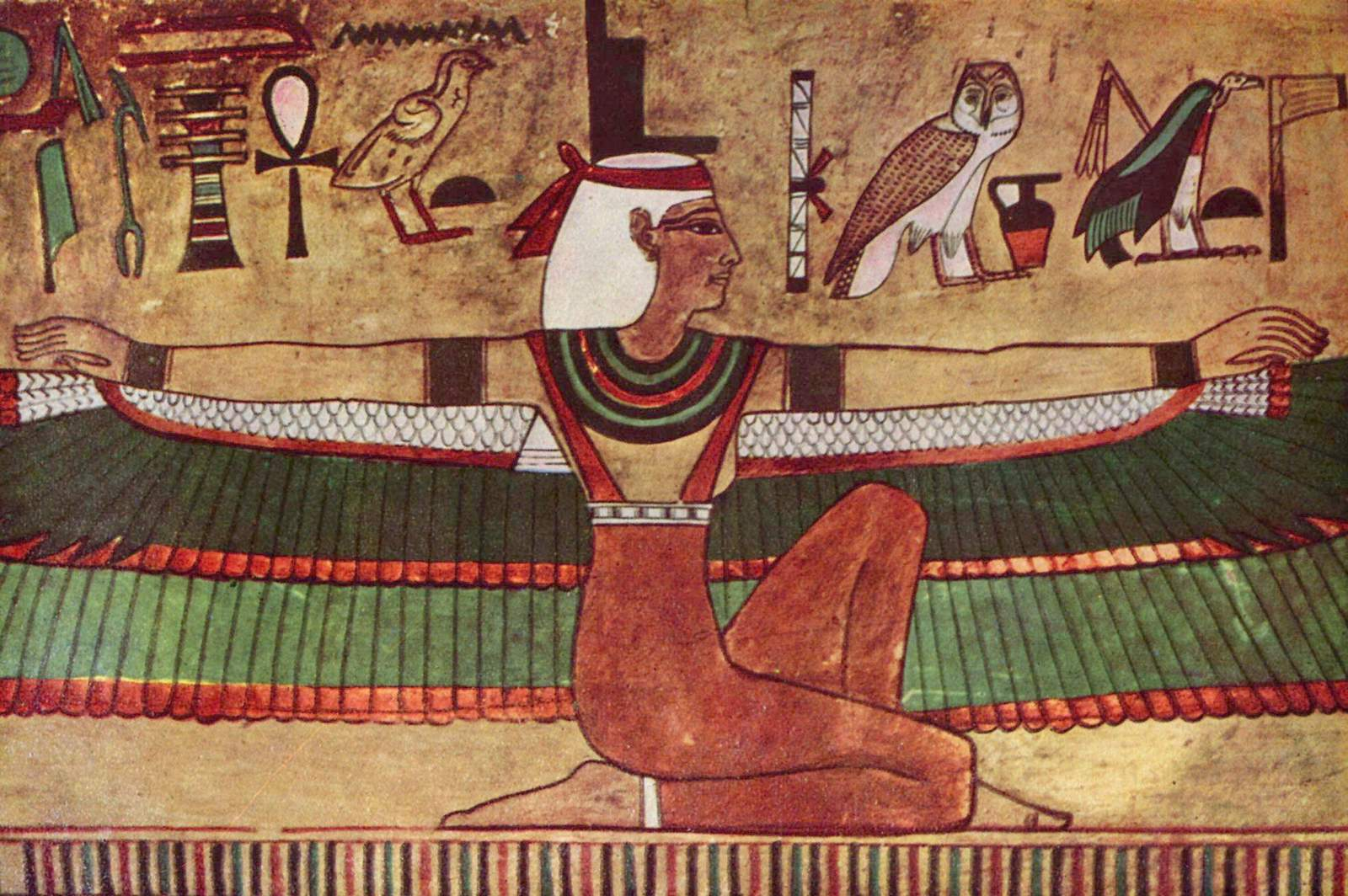
片膝立

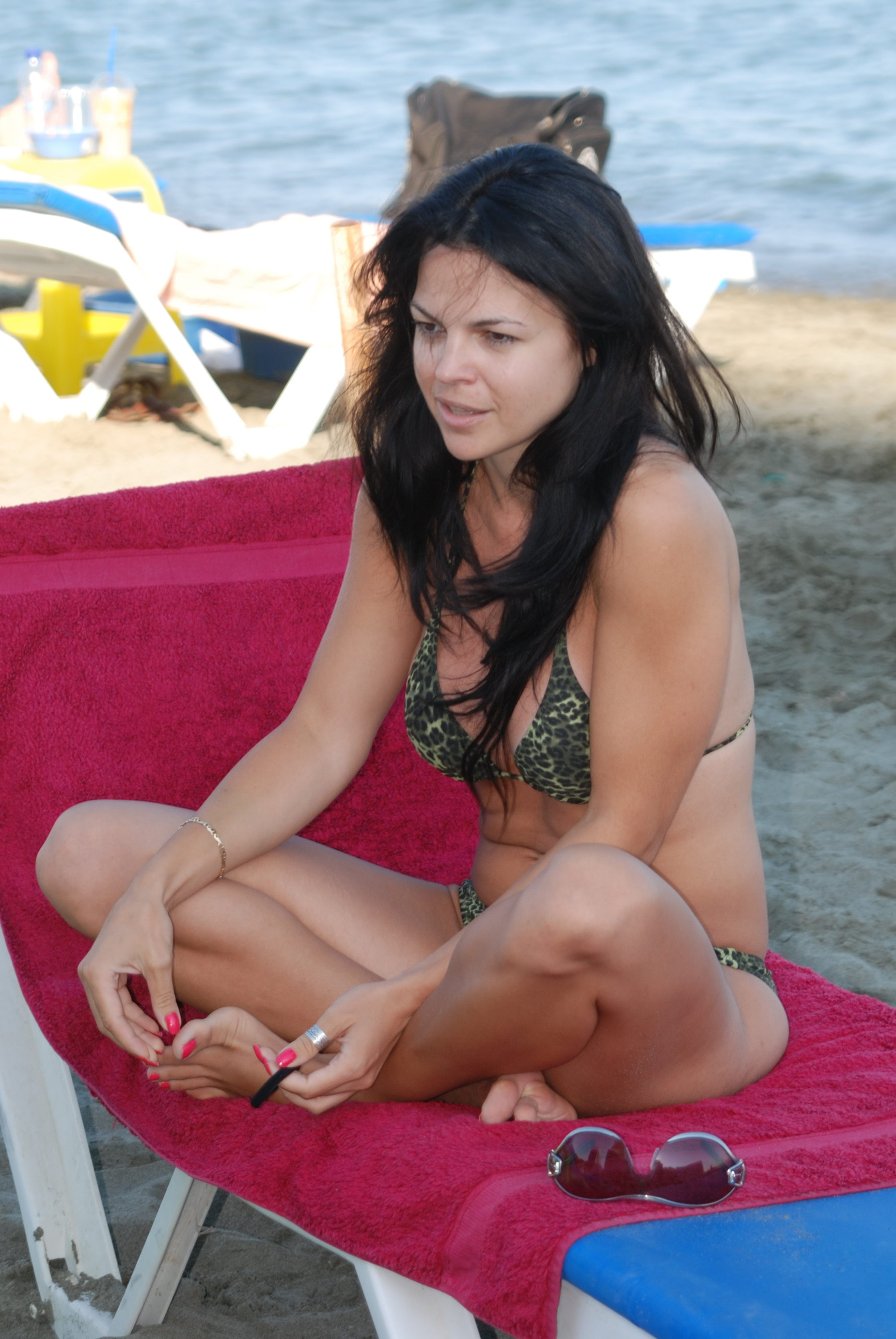
胡座

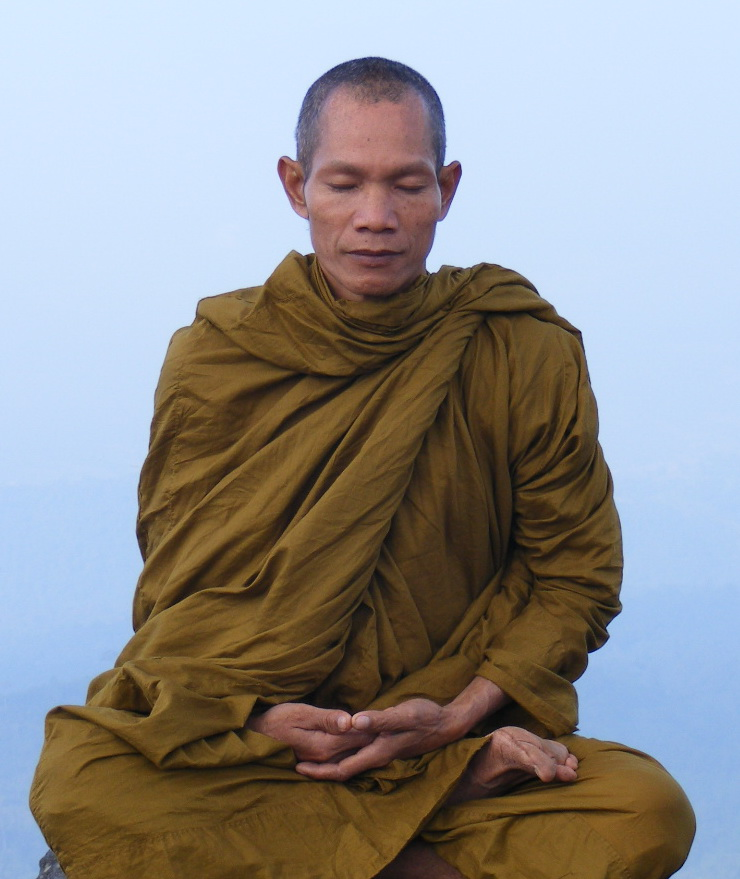
結跏趺坐

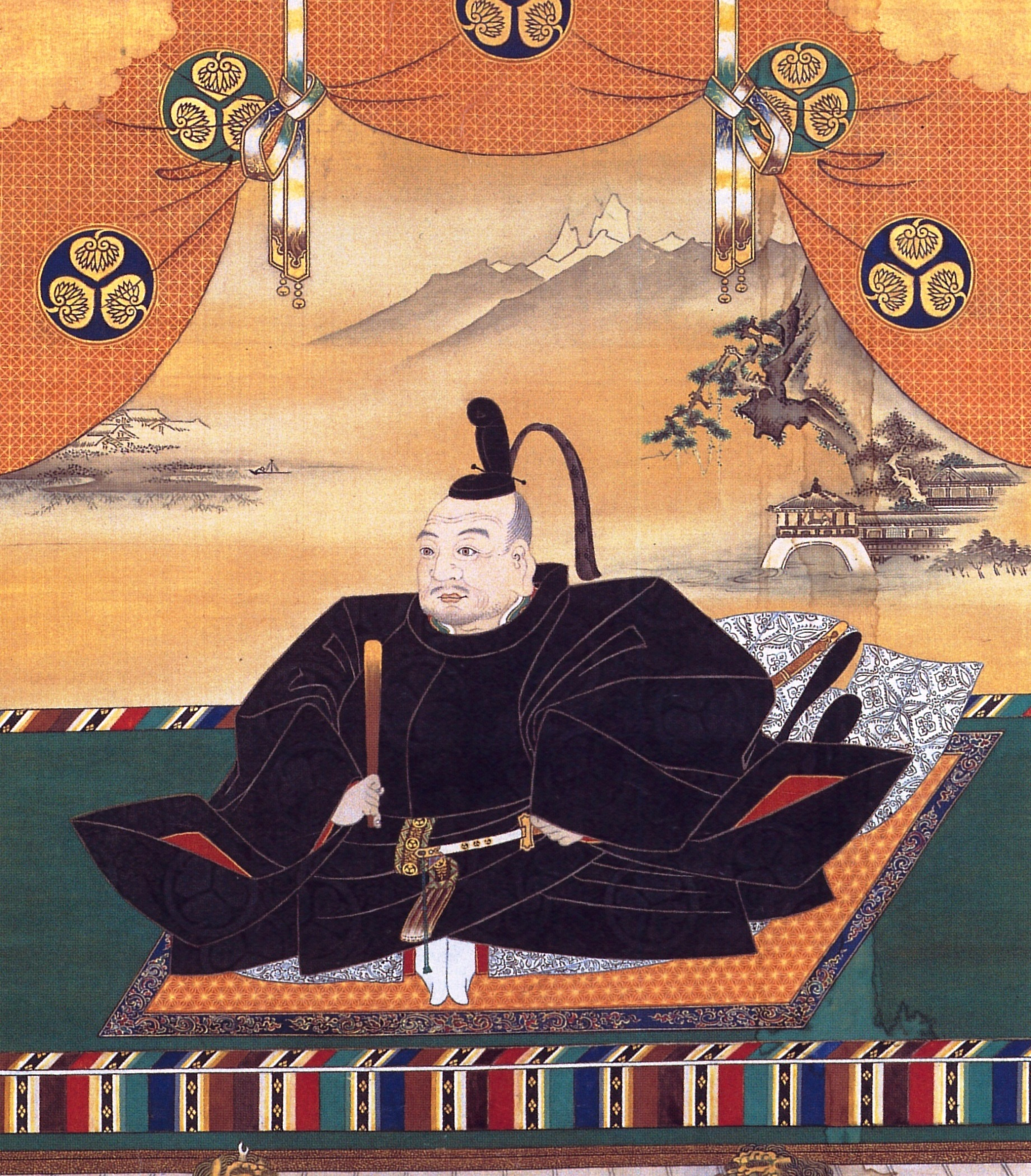
合蹠座

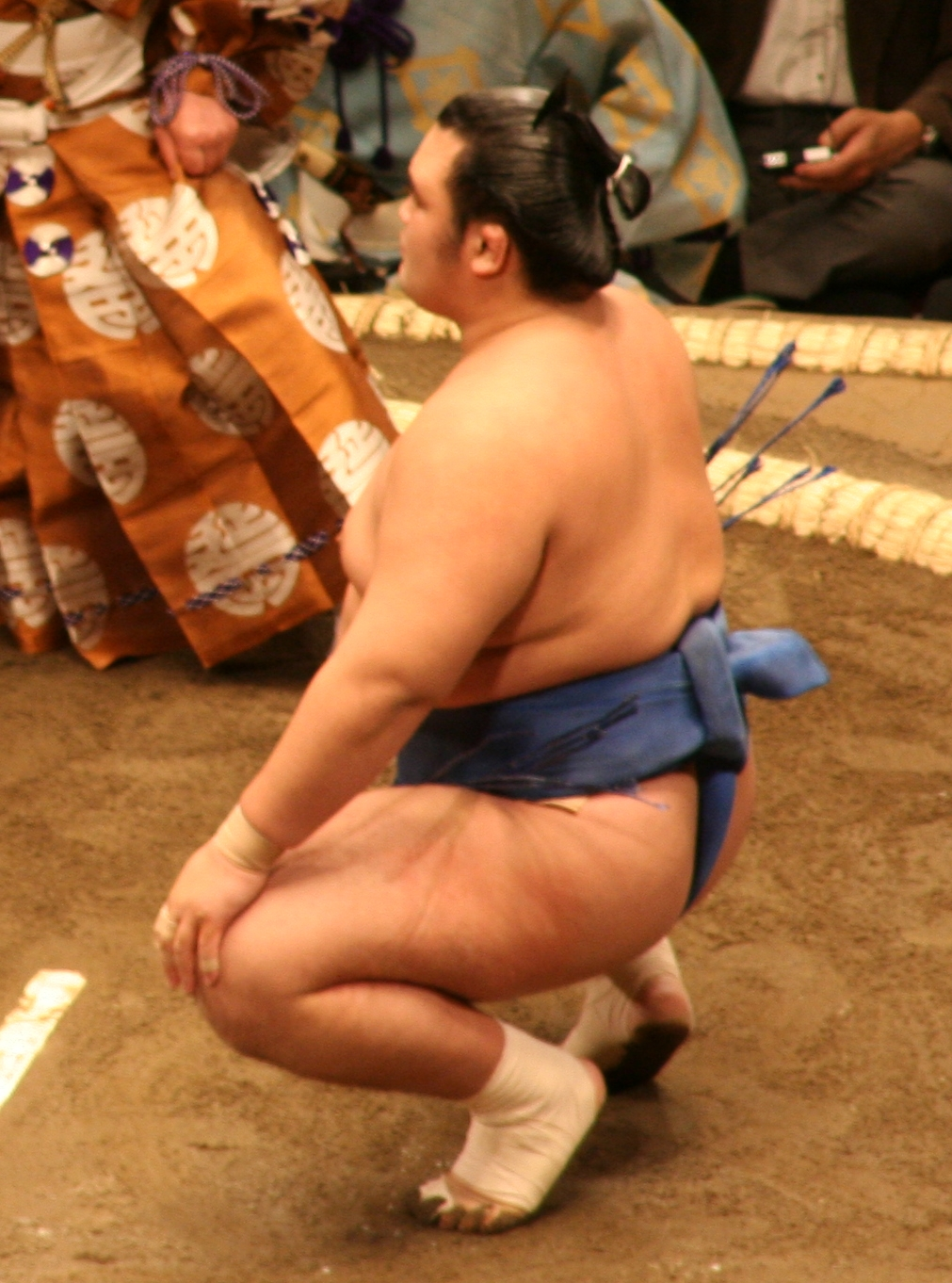
蹲踞

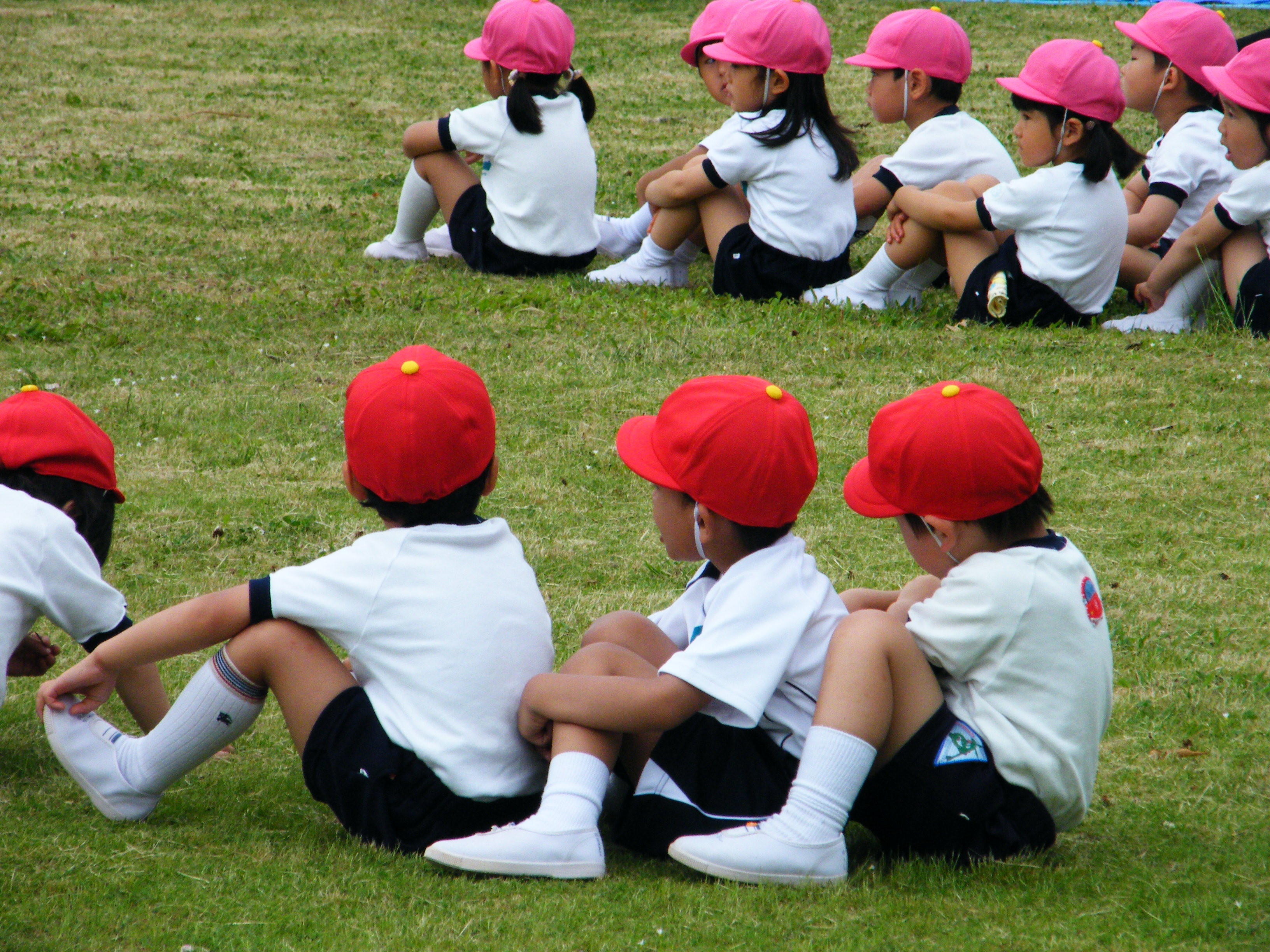
体育座り

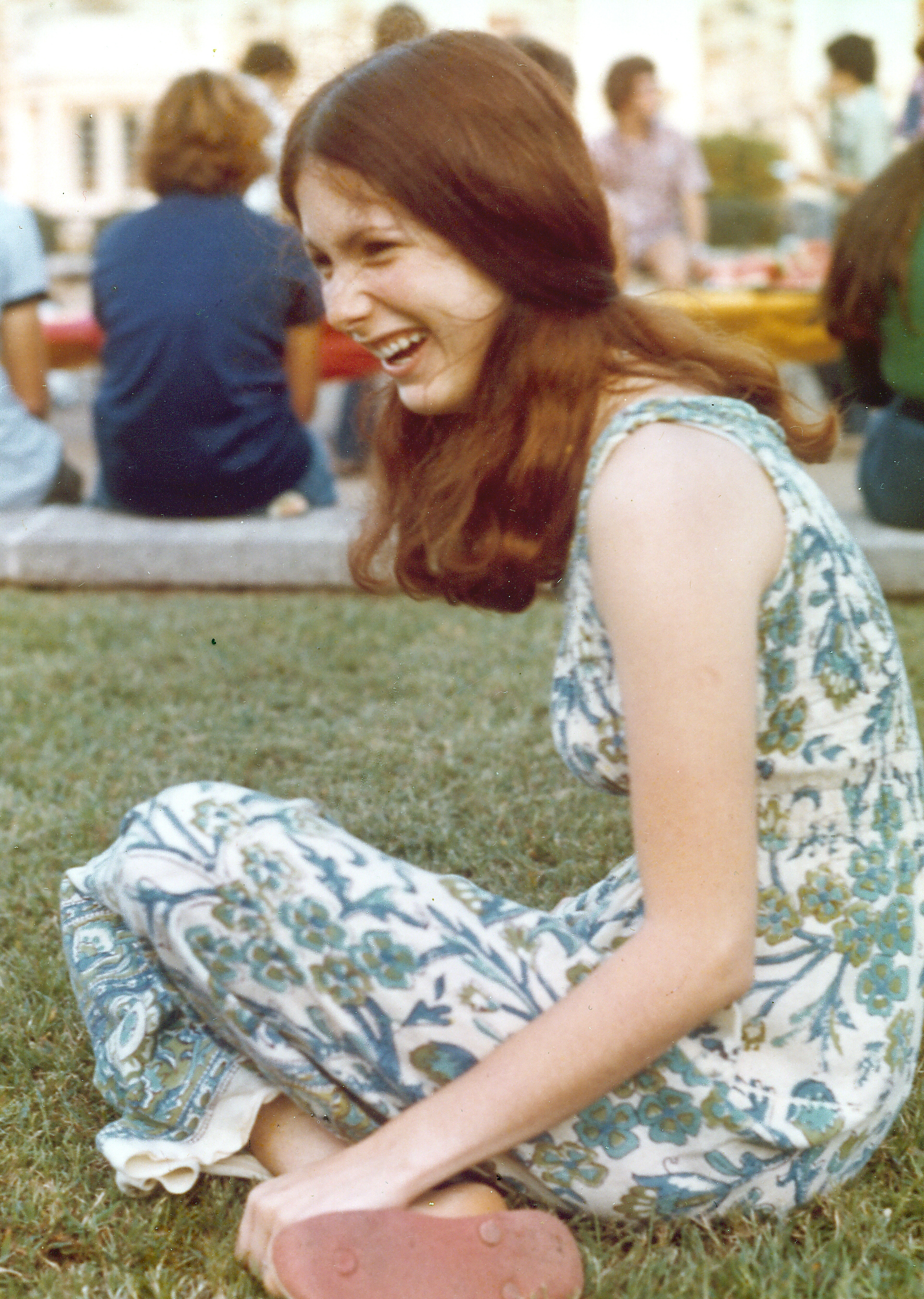
横座り

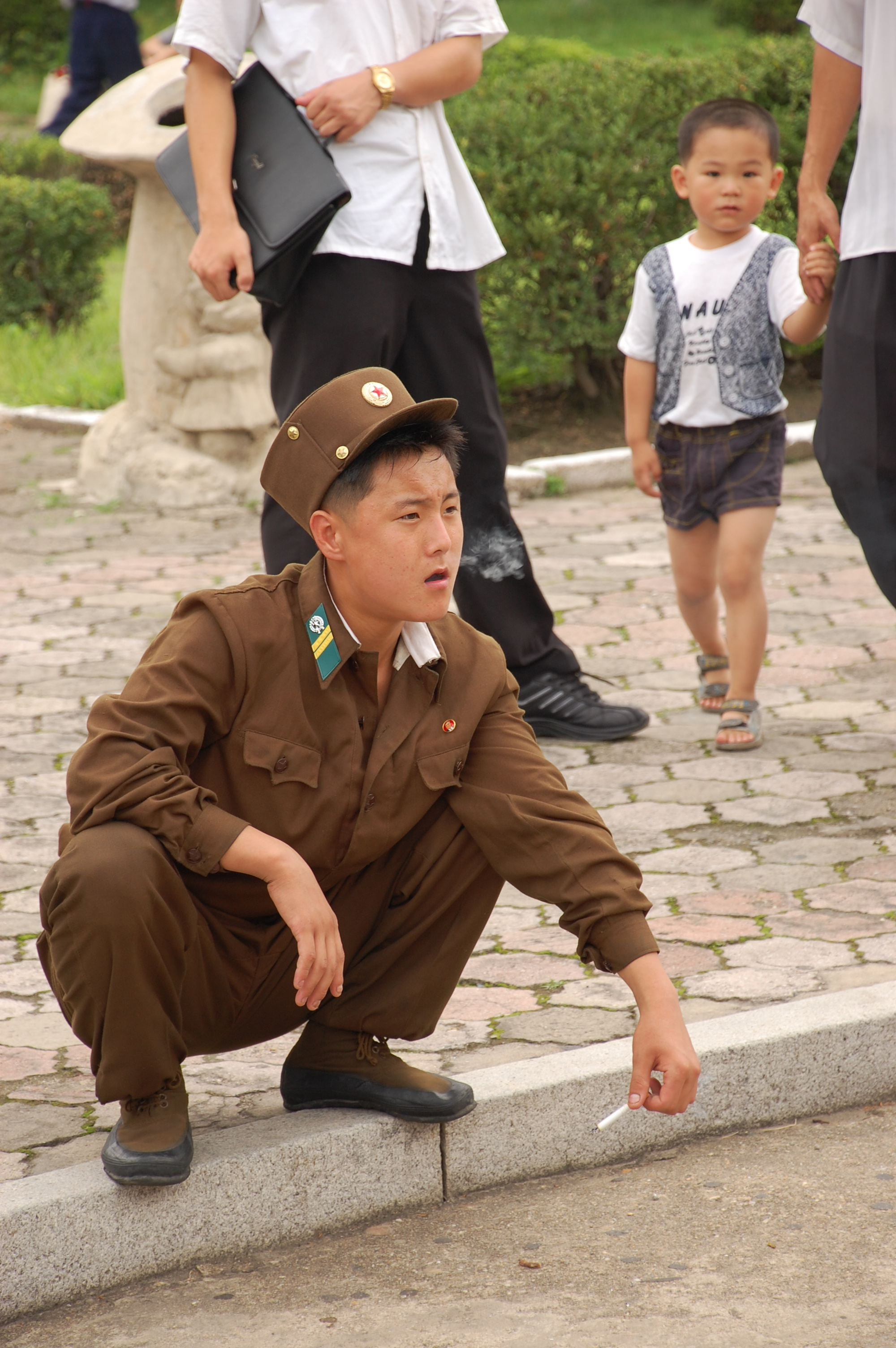
ヤンキー座り

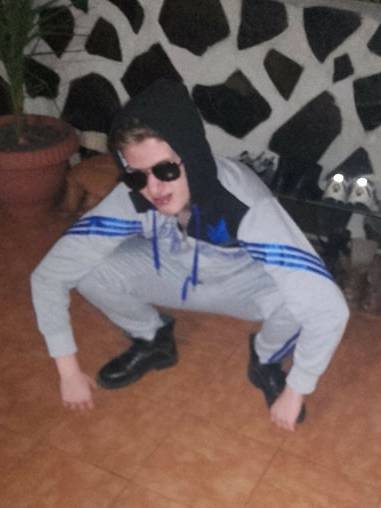
スラブ・スクワットのゴプニク。

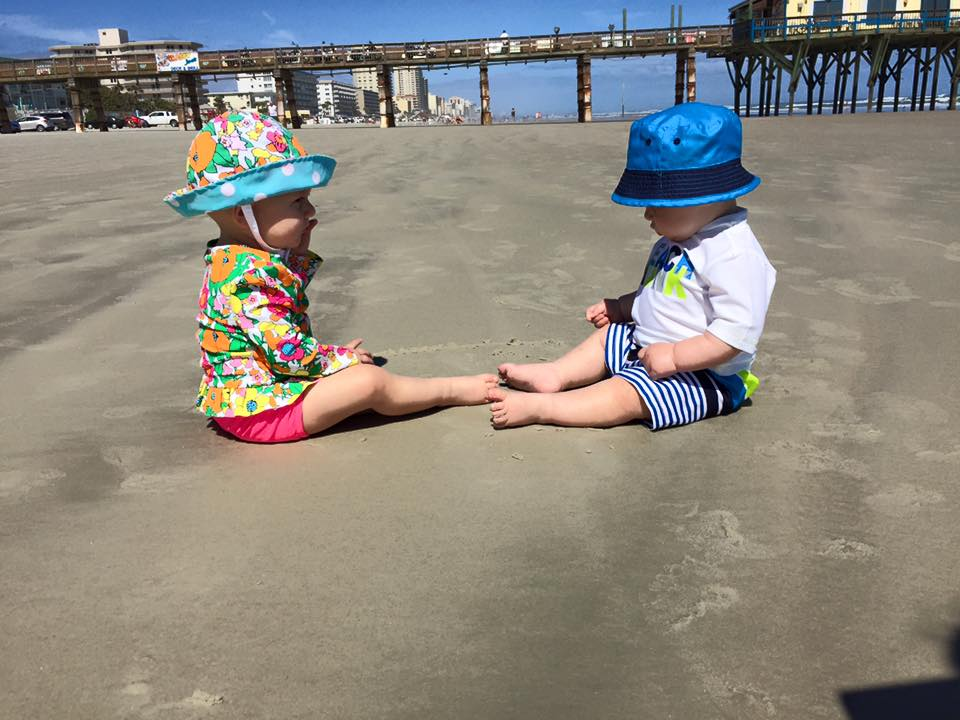
投げ足

正座（せいざ）

江戸時代の日本、トルコ、イースター島のモアイ像などにみられる。なお日本では江戸幕府により小笠原流礼法が武家の礼法に採用され、茶道などで広まったという説のほか、座法自体はそれよりも前に庶民に浸透していたという説もある。正座はもともとは中国式であり、例として漢の時代の墓の副葬品の俑に見ることができる。
跪座（きざ）

つま先を立てた正座。神道、弓道や伝統空手、古流剣術における「控え」の姿勢にみられる。足が痺れない正座姿勢なので避ける・反撃などに即座に反応しやすい。古流の剣術や平安時代から室町時代までの目上の者に対する下級武士及び従者の座法として膝頭を開脚した跪座や片膝立（後述の片跪坐）が見られる。
片膝立（かたひざたて）

古来の日本、中国、韓国、インドなど。立て膝とも呼ばれる。古代エジプトの壁画に同様の座り方が数多く描かれていることから、エジプト座りとも呼ばれる。日本では、後述の胡座や合蹠座と共に中世以前における一般的な座法であった。現代の日本では、能の控えの姿勢や、古い居合術の座法として継承されている。立て膝における後ろ足は、大抵正座のように尻の下に折り敷くが、膝頭を開脚させて胡座のように横に倒すこともある。これは楽立て膝または歌膝（歌人が和歌を詠む際にとった姿勢から）、輪王坐（如意輪観音の座法として有名。両足の裏を合わせる）とも呼ばれ、韓国の古い慣習における女性の正式な座法として、また現代におけるくつろいだ自然な座り方としてもよく見られる。またこの状態から両足を組む座法は、交差立て膝またはヨーガにおけるアーサナの一つアルダ・マッツェーンドラーサナ（聖者マツィエンドラのポーズ）として知られる。なお、後ろ足のつま先を立てる場合もあるが、こちらは片踵坐とも呼ばれ、古来は目上の者に対して控える姿勢として、また現代では姿勢を低くしていつでも動けるような臨戦態勢を取る場合に、ごく自然に見られる座法である。
胡坐（あぐら、こざ）、安座（あんざ）

日本など。両膝を左右に開き、体の前で両足首を組んで座る。
半安座（はんあんざ）
胡座の足を組まない座り方。古い居合術の形に大座という名称でみられる。
結跏趺坐（けっかふざ）

仏教、ヨーガなどにみられる座り方。
合蹠座
日本では貴人坐。両膝を左右に開き、体の前で脚の左右の足裏を互いに（向かい）合わせた座り方。正座、蹲踞と同じく身体全体の形は完全に左右対称となる。その特徴を除けば、結跏趺坐、胡座に似る。
蹲踞（そんきょ）

相撲、剣道などの競技前に行う、つま先で体を支え足を開きかかとにお尻を乗せ背筋を伸ばす座り方。
体育座り、体操座り、三角座り

小学校など日本の学校教育でみられる座り方。
横座り、女座り

正座が片側にずれた形の座り方。
割座（わりざ）、女の子座り、ぺたん座り、あひる座り、鳶座り
正座の状態で両方の脛を外側に開いて、お尻を地面にぺたんと着ける座り方。M字のような形、または両脛をさらに広げてT字のような形に座る場合もある。主に、女性に特徴的な座り方であるが、成人男性で出来る人もいる。体の柔らかい子どもがすることが多いが、成長過程で股関節に悪影響を与え、四角い骨盤となるおそれがある。そのため、女性の場合、子宮に影響を与え、健康上あまり好ましくない座り方だと言われている。
ヤンキー座り、うんこ座り

かかとを地面に着けたまましゃがむ姿勢。ヤンキー（不良）が座る際によく行うスタイル、また和式便器で排便する姿勢と同じことに由来する俗称。
多くの日本人の大人は、この座法で快適に座り続けることができないが、かかとを付けてしゃがむ座法はアジア各国で一般的に見られる。日本ではこの座法を特定する固有の呼称が無く、入沢達吉は仏教における蹲踞のひとつと説明している。
一方、欧米ではスラブ人、特にロシア人の習慣だと認識されている。
野球において捕手が守備に就き投手の投球を受ける際、この座り方をする事が多い。
投げ足、箕座

開脚もしくは閉脚した状態で足を前方に投げ出した坐り方。首がすわり、脊柱起立筋が発達した乳幼児は、生後6か月ぐらいから開脚した投げ足で座るようになる。大人の場合は閉脚し足首を交叉させる場合や、片足だけを投げ出す場合もある。日本では壁や座椅子で背中を支えることで取られることが多いが、西アフリカなどでは日常的に見られる寛いだ坐法である。

## 各国の座法

### 日本
身分によっても男性の座法と女性の座法は異なっている。仏教の伝来とともに修行法の座法が伝わった。正式な座法にも変遷があり、室町時代には片膝立や胡坐が一般的。高台院（北の政所）の高台寺の坐像も片膝立であるように女性もこの姿勢が普通であった。現在の正座は江戸時代に武家の作法に小笠原流が入った際に採用された男女共通の座法という説がある。いっぽうで、奈良時代の仏像や、室町時代の宣教師の筆記から、江戸時代より以前から一般庶民に正座と同じ座り方が浸透していたとする説もある。なお正座という名称は明治時代以降につけられたと推測される。

### 韓国
韓国などでは男性は胡坐と片膝立が正式な座法。片膝立は女性だけの座法。

### ヨーガ・仏教
ヨーガ・仏教では修行の際の結跏趺坐など各種座法がある。

### 欧米
基本的に床に座る文化が無いためヤンキー座りや女の子座りができない人が多い。